# Miroslav Piskáček
Miroslav Piskáček (31. března 1927 Praha-Nové Město – 24. října 1942 Koncentrační tábor Mauthausen) byl český odbojář a spolupracovník Operace Anthropoid z období druhé světové války popravený nacisty.

## Život a pomoc parašutistům
Miroslav Piskáček se narodil 31. března 1927 v Praze do rodiny Jaroslava Piskáčka a Antonie Piskáčkové, rozené Hruškové. Spolu se svým otcem a matkou bydlel ve Vysočanech v ulici N Břehu a aktivně se s nimi zapojil do odbojové činnosti a podpory parašutistů vysazených v protektorátu. Za 2. světové války studoval na IV. reálném gymnáziu v Praze 8 - Libni, kde shodou okolností studovali i synové dalších odbojářů: Jan Milíč Zelenka (syn Jana Zelenky-Hajského) a Jiří Růta (syn Václava Růty).
Miroslav Piskáček sehrál důležitou roli 27. května 1942. Když zraněný Jan Kubiš doběhl po atentátu na Reinharda Heydricha do bytu Novákových, poprosil Kubiš Jindřišku Novákovou, aby vyzvedla jeho zakrvavené jízdní kolo, které nechal stát u obchodu firmy Baťa na rohu Slavatovy (dnes ulice U Synagogy) a Primátorské ulice (dnes ulice Zenklova). Ta jízdní kolo odvedla a postavila u Novákových na dvůr. Jan Kubiš odešel k Piskáčkovým do ulice Na Břehu ve Vysočanech. Kolo poté u Nováků vyzvedl právě Miroslav Piskáček, aby ho později vrátil jeho původnímu majiteli Jaroslavu Smržovi.

## Zatčení, smrt
Zrada parašutisty Karla Čurdy, který se 16. června 1942 sám přihlásil na gestapu ještě k zatčení Piskáčkových nevedla, protože Čurda přímo s nimi v kontaktu nikdy nebyl. K Piskáčkovým se gestapo dostalo až po zatčení rodiny Novákových. Dne 13. července 1942 byli zatčeni Miroslavovi rodiče a babička Anna Hrušková. Miroslav Piskáček byl zatčen 17. července ve Stachách, kde trávil prázdniny. S rodinou byl poté vězněn v terezínské Malé pevnosti, dne 5. října 1942 stanným soudem odsouzen k trestu smrti a nakonec 24. října téhož roku zastřelen při fingované zdravotní prohlídce v koncentračním táboře Mauthausen společně s desítkami dalších českých odbojářů a jejich rodinných příslušníků.

## Připomínka
- Jeho jméno (Piskáček Miroslav *31. 3. 1927) je uvedeno na pomníku při pravoslavném chrámu svatého Cyrila a Metoděje (adresa: Praha 2, Resslova 9a). Pomník byl odhalen 26. ledna 2011 a je součástí Národního památníku obětí heydrichiády.[1]
- Jeho jméno (Miroslav Piskáček) je uvedeno na pamětní desce na domě V ulici Na Břehu 15 v Praze-Vysočanech. Na desce je nápis: "V tomto domě a ulici žili obětaví členové sokolského odboje Antonie, Jaroslav a Miroslav PISKÁČKOVI a Anna Hrušková, spolupracovníci výsadku ANTHROPOID. Popraveni nacisty 24.10.1942 v Mauthausenu".[2][3]
- Jeho jméno (a jména jeho rodičů) jsou uvedena na pomníku věnovaném obětem 2. světové války umístěném v areálu Sokola Vysočany v Zákostelní ulici v Praze 9 - Vysočanech. Na pomníku je nápis: "ZA PRÁVO A SVOBODU OBĚTOVALI ŽIVOTY (následuje výčet jmen) DOR. MIR. PISKÁČEK".[4]
- Po rodině Piskáčkových byla v roce 2021 pojmenována ulice v Praze 9 Vysočanech.[5]

## Galerie

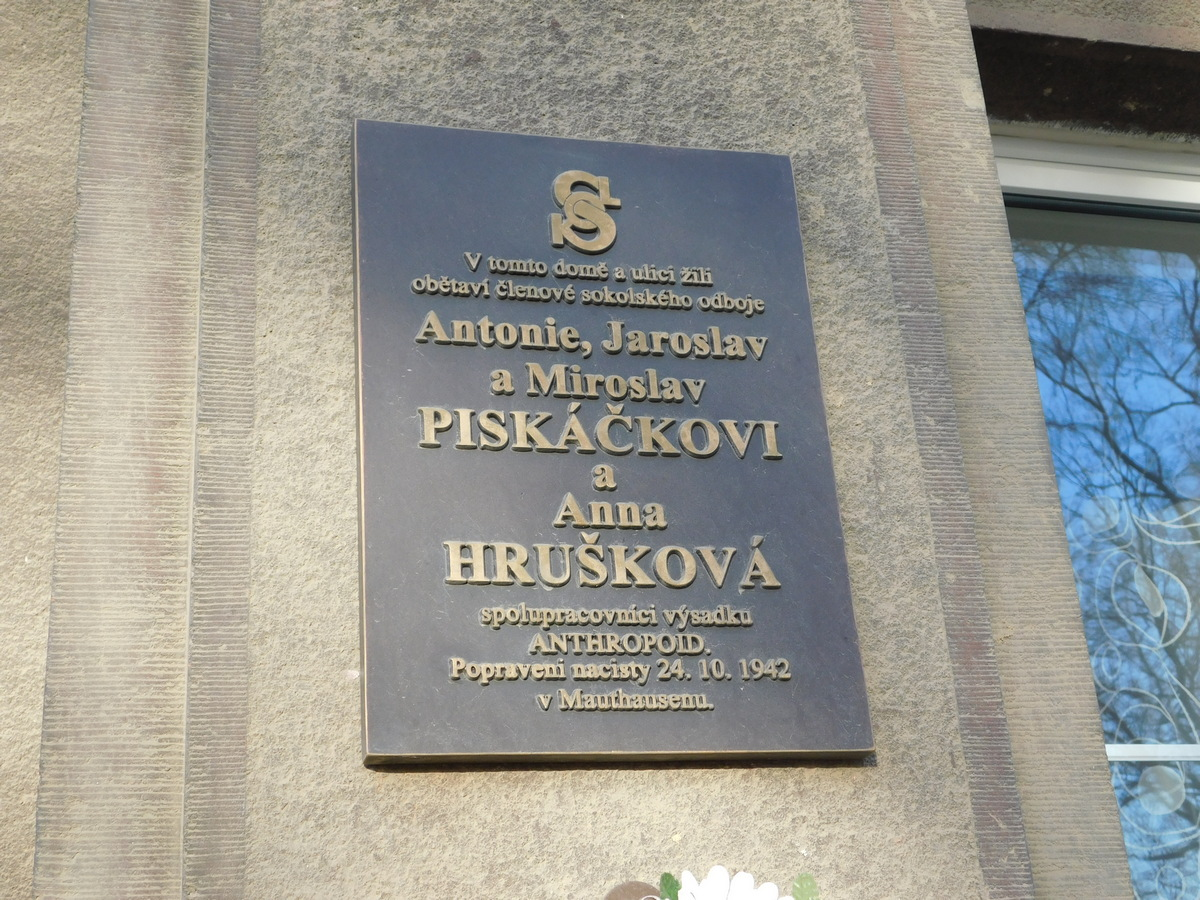
Pamětní deska Antonie, Jaroslava a Miroslava Piskáčkových a Anny Hruškové na domě Na Břehu 497/15 ve Vysočanech
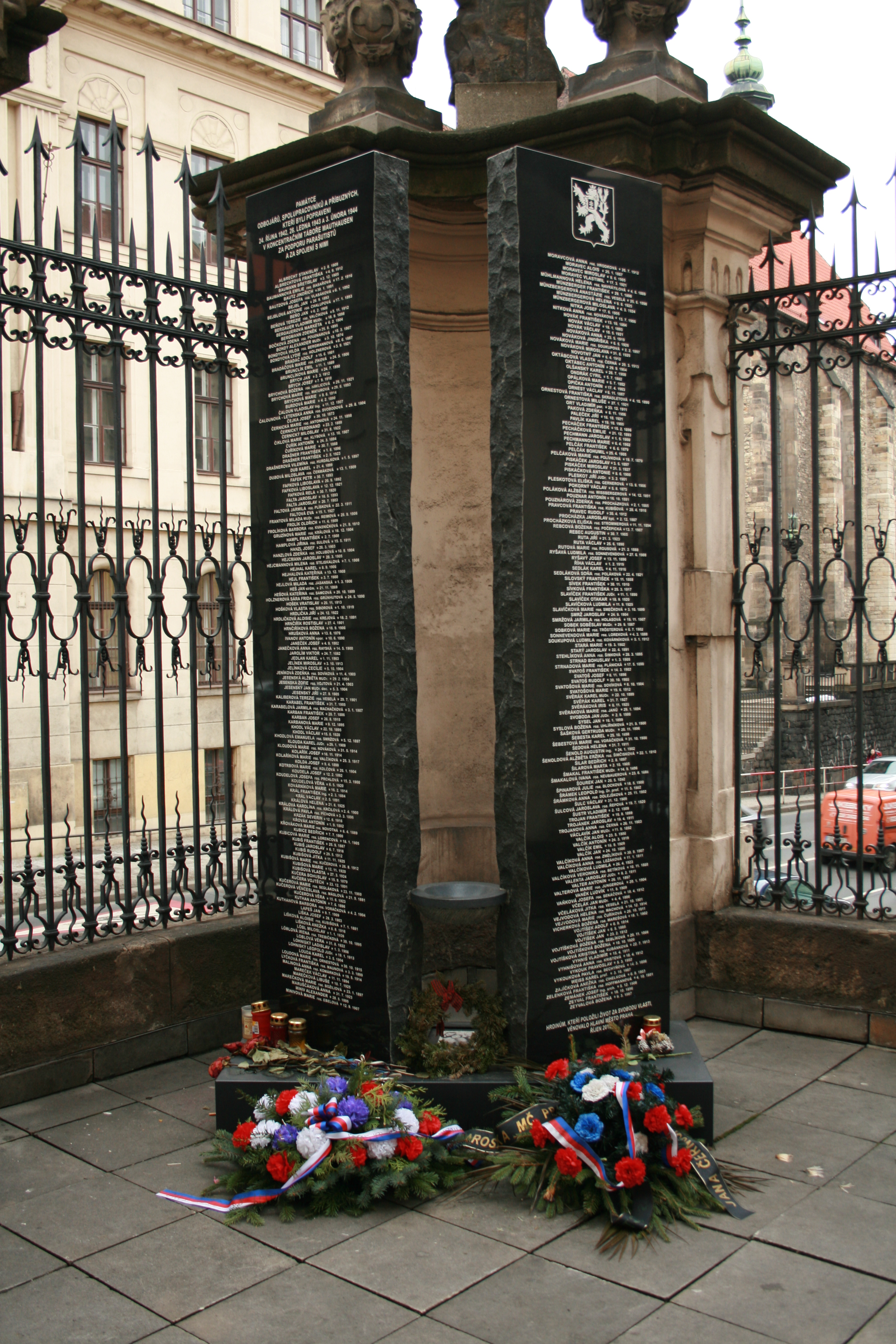
Pomník spolupracovníků parašutistů a jejich rodinných příslušníků na terase kostela sv. Cyrila a Metoděje v Resslově ulici v Praze.
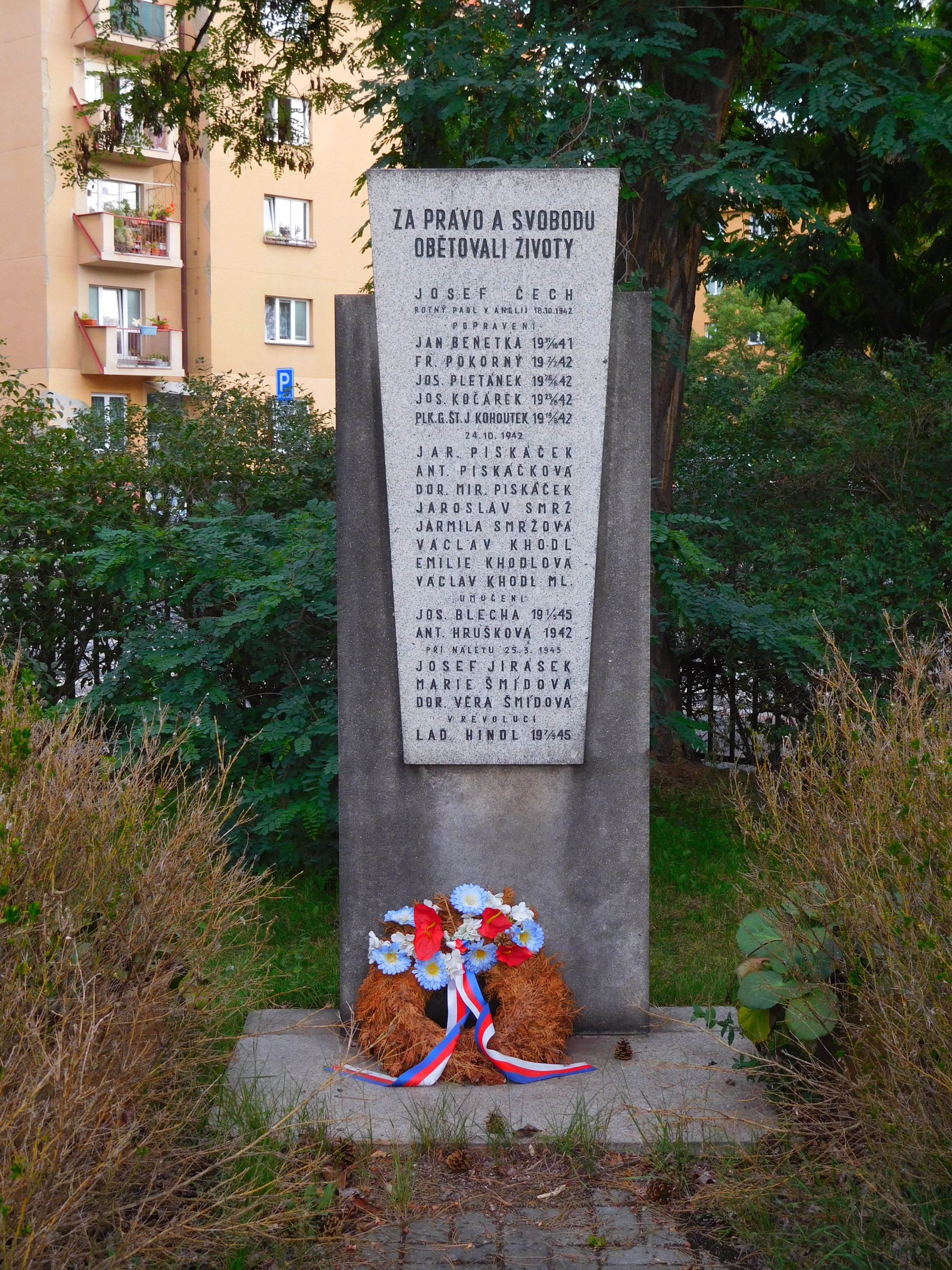
Pomník obětem 2. světové války v areálu Sokola Vysočany v Zákostelní ulici
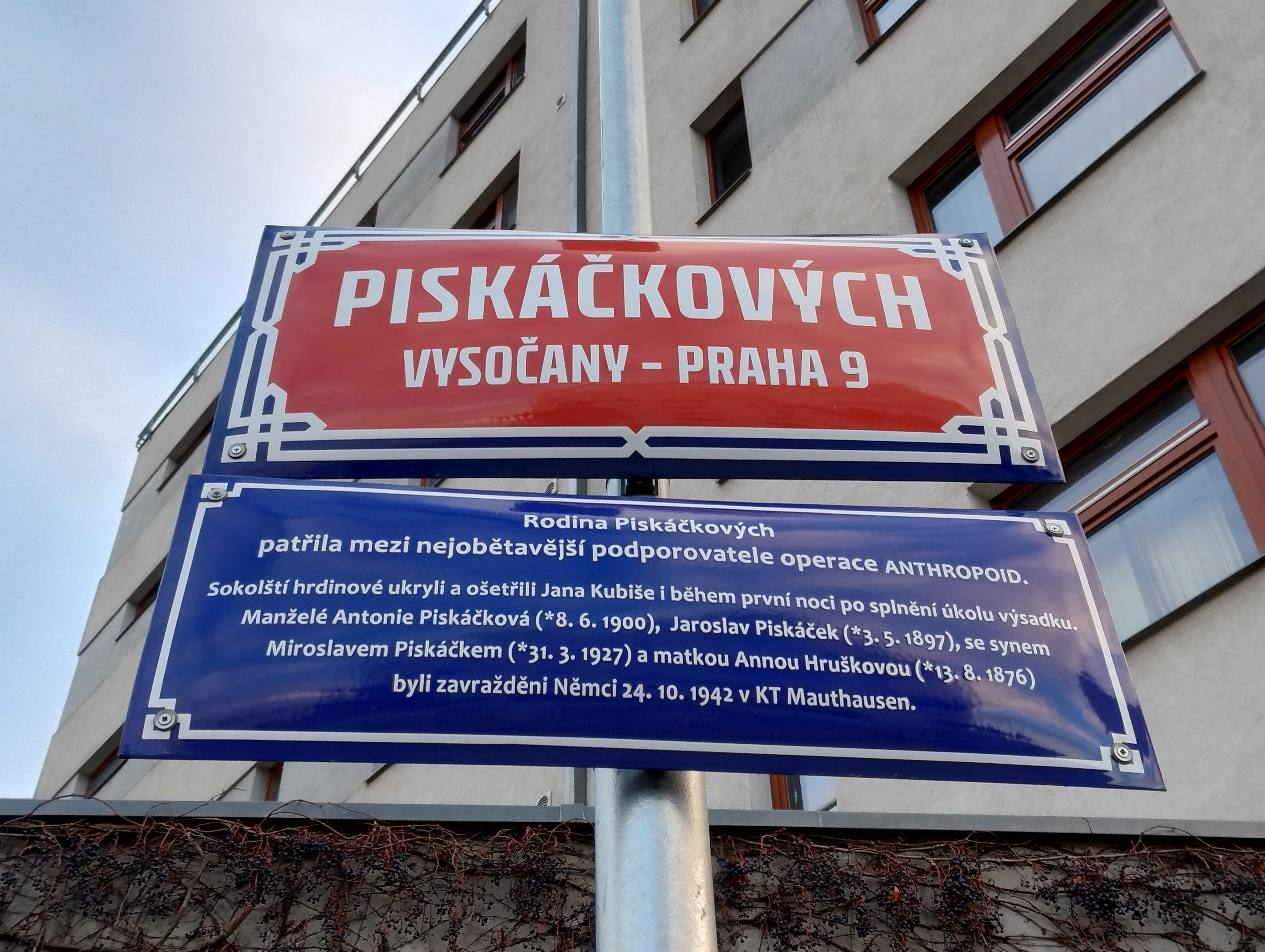
Tabule s názvem ulice Piskáčkových ve Vysočanech s modrou dodatkovou tabulí